# Ábrahám Ambrus Andor

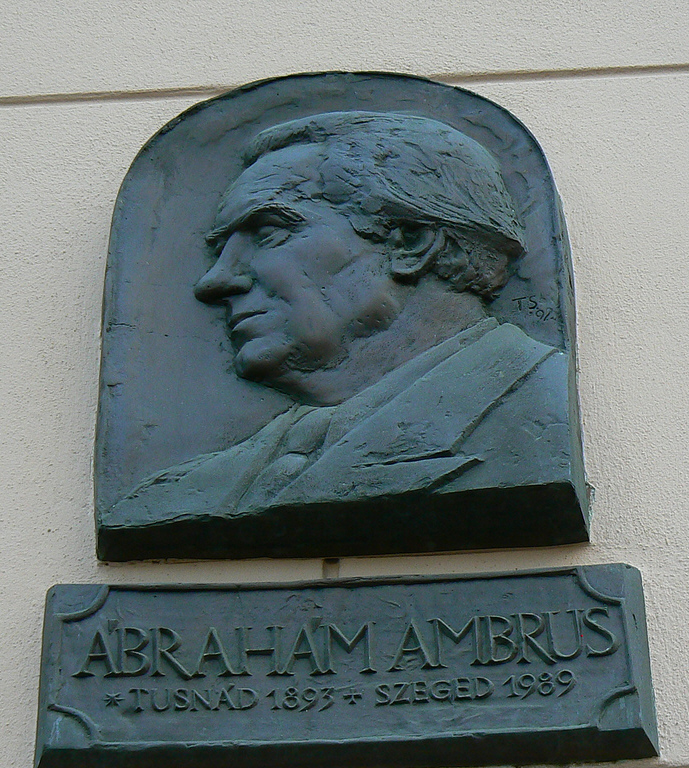
Ábrahám Ambrus portréja, Tóth Sándor alkotása.

Ábrahám Ambrus Andor (Tusnád, 1893. november 20. – Budapest, 1989. január 11.)  zoológus, ideghisztológus, a Magyar Tudományos Akadémia, és a Szent István Akadémia tagja, Kossuth-díjas (1953).

## Életpályája
1913-tól a premontrei rend tagja; 1917-ben szentelték pappá. Egyetemi tanulmányokat a budapesti tudományegyetem természetrajz–földrajz szakán folytatott 1915 és 1918 között. 1919-ben szerzett középiskolai tanári oklevelet. 1917-től a budapesti tudományegyetemen tanársegéd, 1918-tól adjunktus volt. Egyetemi doktori címet 1922-ben kapott, 1926-ban A gerinces állatok szövettana tárgykörben magántanárrá habilitálták. 1934-től a szegedi tanárképző főiskola rendes tanára, 1936-tól címzetes nyilvános rendkívüli tanára. 1940-től 1967-ig a Szegedi Tudományegyetem általános és összehasonlító állattan tanszékvezető egyetemi tanára, az egyetem Általános Biológiai Intézetének igazgatója. 1967-től a szegedi Állatszervezettani és Állatrendszertani Intézet tudományos kutatója. Több szegedi egyetemi szaklap mellett szerkesztette az „Acta Biologica Hungarica” (1952–60), az „Acta Zoologica  Hungarica” (1965–) című folyóiratokat, többnek szerkesztőbizottsági tagja volt. VI. Pál pápa 1967-ben felmentette egyházi kötelmei alól.

## Kutatási területe
Idegszövettani és idegélettani kérdésekkel foglalkozott, mikrotechnikai eljárásokat tervezett az idegek tanulmányozására.
Jelentősek a vérerek beidegzésére, az intracardialis idegekre, a hallóidegekre vonatkozó összehasonlító kutatásai.

## Tagságai tudományos társaságokban
Az MTA levelező tagja 1945-től, rendes tagja 1960-tól. Ezen kívül az indiai Zoológiai Akadémia, 1958-tól a londoni Királyi Orvosi Társaság, a Nemzetközi Ideganatómiai Akadémia fogadta tagjai sorába.
A Magyar  Biológiai Társaság, több MTA bizottság elnöke, számos hazai és külföldi társaság tagja volt.
1982-ben a József Attila Tudományegyetem tiszteletbeli doktorrá  fogadta.

## Főbb művei
Közel félszáz, alapvetésnek számító, szakmai közleménye és könyve elsősorban idegen nyelveken (német, angol, francia) jelentek meg.
- Az állati szervezet őrei a környezetben (Bp., 1931)
- Az állatok szerepe a gyógyászatban (Pápa, 1932)
- Bevezetés az állatok szervezettanába (Szeged, 1950)
- Bevezetés az állatok szervezettanába (Szeged, 1951)
- Összehasonlító állatszervezettan (I–II. köt., Bp., 1964)
- Microscopic innervation of the heart and blood vessels in vertebrates including man (Bp.–Oxford, 1969)
- Anatómia, élettan (Bende Sándorral és Megyeri Jánossal, Bp., 1973, 1979)
- Iconography of sensory nerve endings (Bp., 1981)